# ジョージ・バスク

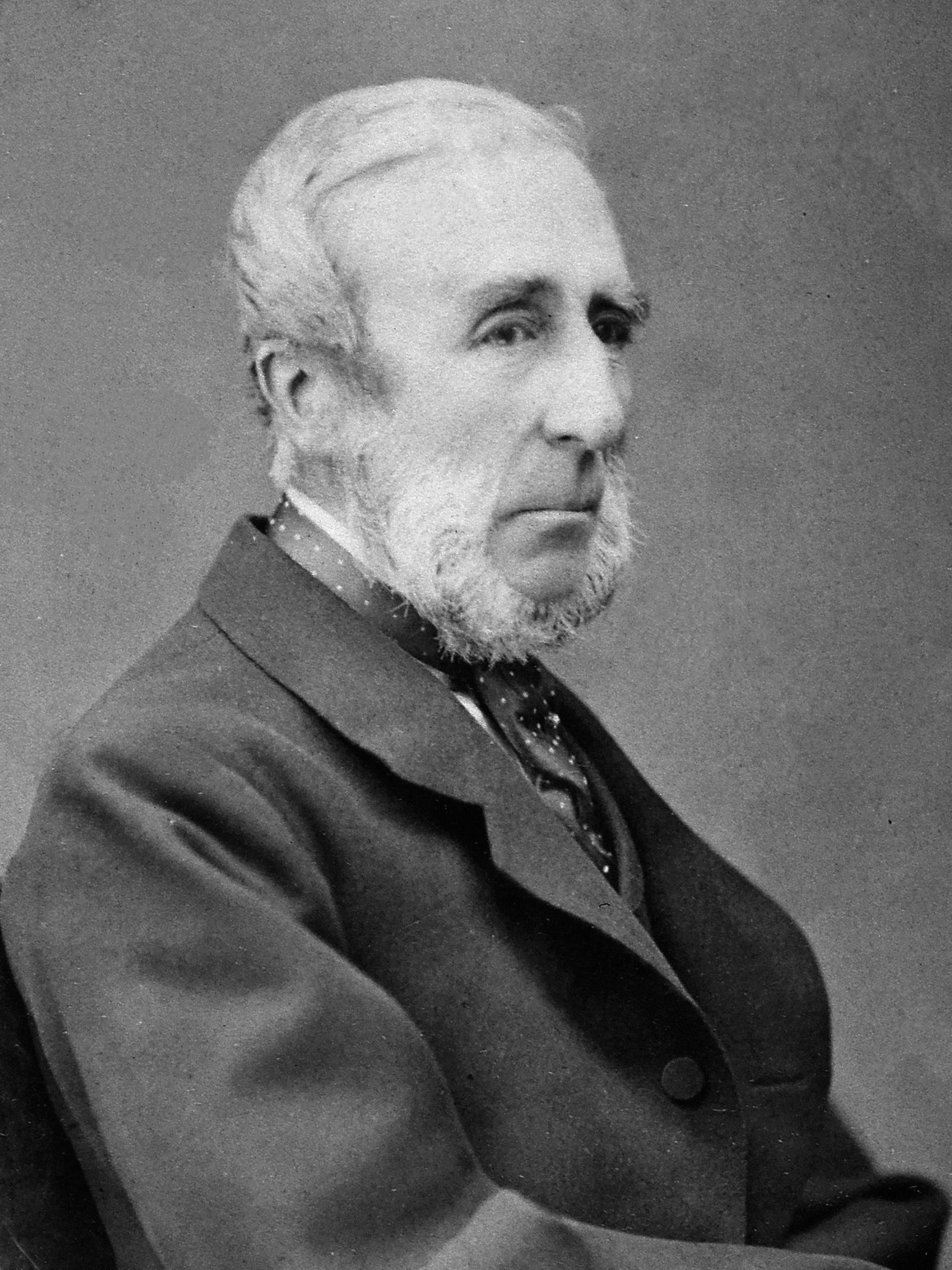
George Busk

ジョージ・バスク（George Busk、1807年8月12日 - 1886年8月10日）は、イギリス海軍の軍医・動物学者・古生物学者。

## 略歴
サンクトペテルブルクで、スウェーデン出身の祖父をもつ商人の家系に生まれた。ロンドンの聖トーマス病院と聖バーソロミュー病院で医学を学んだ。1832年にイギリス海軍の軍人のための病院であるグリニッジ病院の医師助手となった。
海軍軍医として、軍艦、HMS Grampusや、HMS Dreadnoughtや病院船に勤務した。1842年に学術雑誌、"Microscopical Journal"に科学記事を執筆しはじめ、1855年に軍を退役し、動物学や古生物学の研究に専念した。学術誌"Quarterly Journal of Microscopical Science" (1853-1868) や "Natural History Review" (1861-1865)の編集員を務めた。
1856年からイングランド王立外科医師会の医学校の比較解剖学と生理学の教授に任じられ、1870年には校長となった。1850年に王立協会のフェローに選出され、ロンドン・リンネ協会、ロンドン地質学会の会員でもあり、人類学研究所の会長（1873年-1874年）も務めた。ロンドン地質学会から1885年にウォラストン・メダル、1878年にライエル・メダルを受賞し、1871年に王立協会のロイヤルメダルを受賞した。
動物学の分野では外肛動物などの権威であり、古生物学の分野では脊椎動物の化石を研究した。